# Babuyan Claro
Der Vulkan Babuyan Claro liegt auf der Insel Babuyan, die zur philippinischen Inselgruppe der Babuyan-Inseln in der Luzonstraße nördlich der philippinischen Hauptinsel Luzon gehört.

## Vulkanismus
Der Babuyan Claro ist einer von 22 aktiven Vulkanen auf den Philippinen. Er wird als Schichtvulkan klassifiziert und besteht aus vier morphologisch jungen Vulkangebäuden. Sein höchster Punkt ist mit 1080 m der Mount Pangasun. Westlich des Mount Pangasun befinden sich 2 Krater von 300 bzw. 400 m Durchmesser, von denen der niedrigere Krater eine Höhe von 843 m aufweist. Weitere Gipfel sind Cayonan im Süden, Naydi  und Dionisio im Südosten.
An den unteren Hängen im Süden liegt die heiße Quelle Askedna Hot Spring. Die Wassertemperatur dieser Quelle liegt zwischen 44,6 °C und 50,2 °C. Das Wasser ist leicht sauer und der Siliziumgehalt ist relativ hoch, da das Quellwasser Lavaströme durchfließt. Das Quellwasser wird als „fast-neutrale Natriumchlorid-Sole“ klassifiziert.
Am westlichen Ende der Insel Babuyan befindet sich der 679 m hohe Schlackenkegel Smith Volcano, der erst 1924 seinen letzten Ausbruch hatte.

## Ausbrüche
Historische Aufzeichnungen berichten von mehreren Ausbrüchen des Vulkans, unter anderem in den Jahren 1652, 1831 (Ausstoß von etwa 550 Millionen Kubikmeter Tephra), 1860, 1907, 1917, 17. bis 19. Mai 1918, Mai 1919 sowie 1924. Die Ausbrüche waren entweder strombolianischer oder phreatomagmatischer Natur.
Im Juli 1993 wurde über Erdbeben und eine angebliche Austrocknung der Vegetation im oberen Bereich der Hänge und im Gipfelgebiet berichtet. Vulkanologen zufolge waren die Erdbeben jedoch tektonischer Natur, eine signifikante Änderung vulkanischer Aktivität konnte nicht festgestellt werden.
Im Februar 2004 gab es Berichte über graue vom Gipfel aufsteigende Dampfwolken.